# Marais audomarois
Le marais audomarois s'étend sur 15 communes du Pas-de-Calais et du Nord et couvre une surface de 37 km2 (3 726 hectares), ce qui en fait la plus vaste zone humide de la région. Son altitude est de 0 mètre.

En 2008, il était composé d'environ 13 000 parcelles appartenant à environ 5 000 propriétaires. Il abritait alors 1 050 ha de prairies humides, 436 ha de terres maraîchères et 171 ha de roselières.
Désigné site Ramsar le 15 septembre 2008 au titre de la convention de Ramsar, il a été déclaré par l'UNESCO à Paris, le 28 mai 2013 « douzième réserve de biosphère française », après plus de trois années de procédure,. Le 11 mars 2025, l'UNESCO renouvelle la labellisation « Man and Biosphere » et officialise l'agrandissement de la réserve qui passe de 22 à 111 communes de l’Audomarois, du Calaisis, du Montreuillois et des Flandres. 

## Particularités
C'est une ancienne zone humide tourbeuse, inondée par la mer durant plusieurs siècles à l'époque carolingienne, puis exondée, puis exploitée pour la tourbe et par drainage par les moines de la proche abbaye de Clairmarais notamment.
Le marais a été transformé au XIXe siècle en région maraîchère et d’élevage et il reste aujourd'hui le seul marais de cette importance encore cultivé pour le maraichage en France (le marais poitevin ayant été en grande partie drainé et utilisé pour la culture de céréales). Près de cinquante légumes différents y sont cultivés, dont le chou-fleur l'été (introduit vers 1751) et l'endive d'hiver (localement : chicon) (introduite vers 1920 dans la région).
En 2007, une soixantaine de familles y exploitaient encore 500 hectares en maraîchage, en 2009 une quarantaine y exercent encore leur activité légumière de manière professionnelle.
Le morta est le nom d'un bois noir trouvé dans les tourbières. C'est un bois en cours de fossilisation qui a l'aspect de l'ébène quand il est poli. Il a été utilisé pour faire des lambris ou des meubles dans le marais audomarois, pour produire des manches de couteaux dans le marais de Brière, ou pour faire des pipes car il est facile à travailler et a une bonne résistance à la chaleur .
Le moyen de transport utilisé partout (même par le facteur) jusque dans les années 1970 était le bacôve (grande barque de bois à fond plat, qui pouvait transporter le bétail et les cageots de légume). Depuis des routes et ponts donnent accès à presque toutes les parties du marais qui a alors subi une occupation touristique parfois anarchique (caravanes et cabanons).
Les canaux qui sillonnent le marais sont appelés watringues (ou watergang). Les canaux et les chemins sont propices à une activité de tourisme et de loisirs. Une dizaine de sentiers pédestres sillonnent le marais, ainsi que le sentier de grande randonnée GR 128. Il est aussi possible de parcourir le marais à vélo ou à cheval. Le meilleur moyen pour découvrir le marais reste la navigation sur l'eau.

## Communes
- Saint-Omer (Pas-de-Calais)
- Clairmarais (Pas-de-Calais)
- Serques (Pas-de-Calais)
- Éperlecques (Pas-de-Calais)
- Noordpeene (Nord)
- Nieurlet (Nord)
- Houlle (Pas-de-Calais)
- Salperwick (Pas-de-Calais)
- Tilques (Pas-de-Calais)
- Arques (Pas-de-Calais)
- Saint-Momelin (Nord)

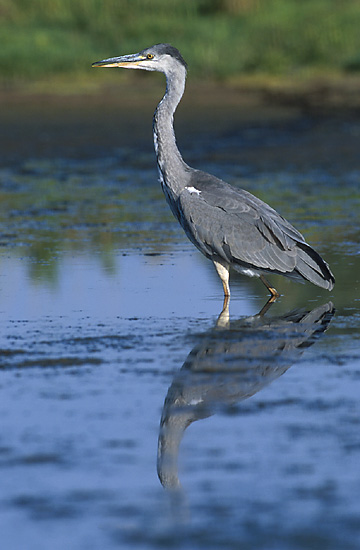
Héron cendré

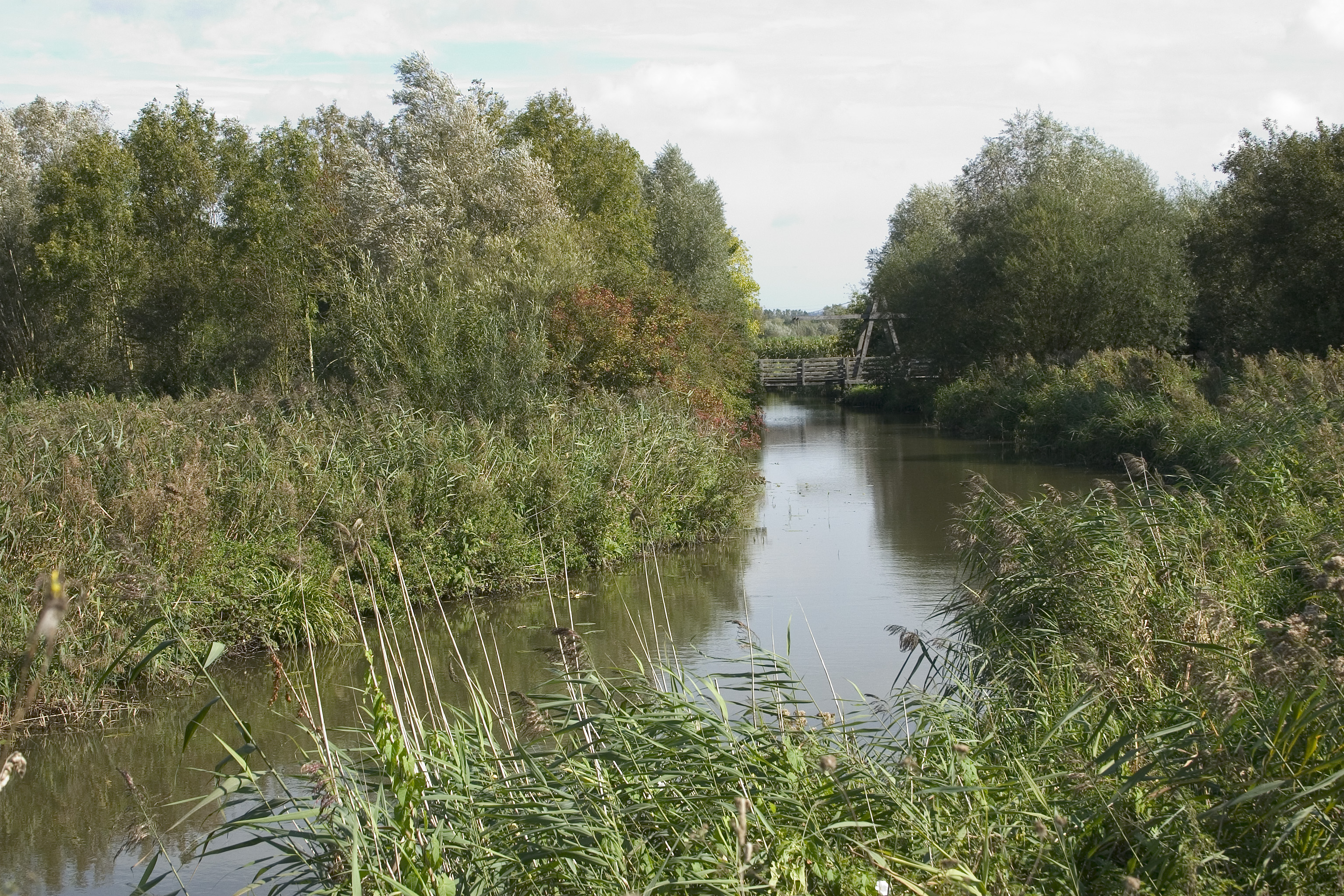
Réserve naturelle du Romelaere

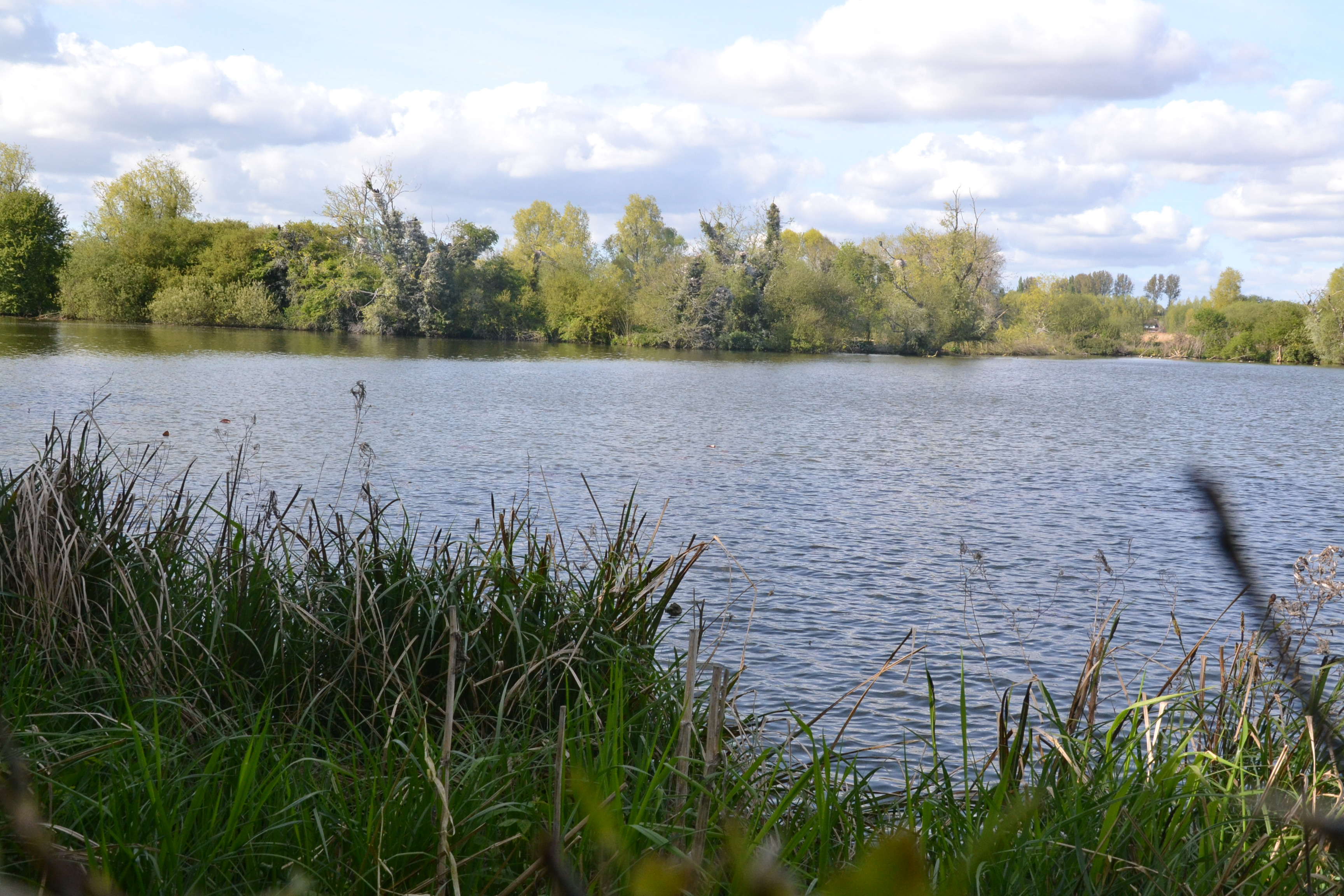
Réserve naturelle du Romelaere

- Saint-Martin-au-Laërt (Pas-de-Calais)
- Moulle (Pas-de-Calais)
- Longuenesse (Pas-de-Calais)
- Watten (Nord)

## Histoire
À l'origine, la dépression de Clairmarais, près de Saint-Omer, serait une ébauche de boutonnière excavée dans l'argile yprésienne, due à la tectonique de blocs. La rivière de l'Aa, qui envahissait le marais du sud au nord, permettait aux premiers habitants du marais de vivre de la pêche. Du Ve au VIIIe siècle, le marais était une cuvette inondée entre Saint-Omer et le goulet de Watten-Éperlecques. L'Aa se jetait alors dans un golfe, appelé Sinus Itius, correspondant à la plaine maritime flamande, inondée sous l'effet de la transgression marine Dunkerquienne II.
Les premiers aménagements du marais par l'homme, en particulier par les moines des abbayes remontent au Xe siècle, avec la création des canaux de la Basse Meldyck, puis de la Haute Meldyck. 

Après la création du Grand Large vers l'an 1100, des travaux de canalisation de la Grande Rivière ont lieu vers 1165 grâce au comte de Flandre Philippe d'Alsace après que Baudouin V eut relié le bassin de la Lys à celui de l'Aa par un large fossé défensif et fortifié, long de plusieurs dizaines de kilomètres (qui est devenu l'actuel canal de Neufossé).
Un tableau de Francis Tattegrain, présenté au salon de 1887 (salon annuel organisé par la Société des artistes français, au Palais des Champs-Élysées à Paris) représente "les Casselois, dans les marais de Saint-Omer, se rendent à merci au duc Philippe le Bon (4 janvier 1430)", d'après Chronique de Jean Le Fèvre.
Les Brouckaillers, habitants du marais, rehaussent les terres en creusant des fossés (ou watergang), les étangs sont creusés pour y extraire de la tourbe, seul combustible peu coûteux disponible alors (le bois étant réservé à d'autres usages). 

Les habitants vivaient de la culture de légumes, du chanvre (utilisé pour la fabrication de cordes pour les bateaux), et de la pêche. 

À la Renaissance, les terres basses du marais sont mises en culture, grâce aux techniques hollandaises. De nombreux moulins à vent, aujourd'hui disparus, servaient à pomper l'eau des marais.
Le marais reste relativement peu anthropisé jusqu'au VIIe siècle, jusqu'à son drainage et aménagement par les moines, qui dérivent les eaux du principal affluent : L’Aa et entreprennent d'assécher un nombre croissant de parcelles, qui conduira à la « mise en casier » du bas-marais entreprise en 1786 qui sera achevée en 1866. Depuis cette époque, un maillage dense de fossés encadre de longues bandes de terres dites « lègres » (de 40 à 80 ares) essentiellement utilisées pour le maraichage. L’extraction de tourbe valorisée comme combustible laisse divers étangs, dont la réserve naturelle nationale des étangs du Romelaëre.
De nos jours la gestion hydraulique du marais est assurée par la « septième section des wateringues », via environ 100 kilomètres de watergangs (700 kilomètres fossés compris).

## Climatologie
Le climat est de type océanique, mais le fait que le marais occupe le fond de la « cuvette Audomaroise » fait qu'il est plutôt protégé des vents d’ouest et de sud-ouest par le début des collines de l'Artois.  
Une pluviométrie moyenne de 700 mm et l'omniprésence de l'eau ont créé un microclimat à hygrométrie élevée et températures moyennes mensuelles variant de 4 à 18 °C (moyenne annuelle : 10 °C).

## Géomorphologie et formation
À la fois drainée et alimentée par l’Aa, la cuvette, encadrée à l’est par les collines marquant les limites de la Flandre intérieure et à l’ouest par la retombée crayeuse de l’Artois, est elle-même constituée d'alluvions fluviatiles et de tourbes reposant sur de la craie que recouvre une couche d’argile.
Les étangs du Romelaëre (4 hectares) et de la Canarderie, résultant de l'extraction de la tourbe, sont situés à la jonction de la dépression du Shoubrouck et de l’Aa.

## Hydrographie
Elle est aujourd’hui très artificialisée (polderisation). 

L'eau piégée dans la cuvette qui constitue un bassin versant d'environ 410 hectares  y est retenue par le sous-sol imperméable et ne peut gagner la mer que via l'Aa canalisée par le goulet de Watten. Le marais est sous le niveau de la marée haute, mais en est protégé par un système d'écluses qui contrôlent l'Aa et les wateringues et fossés (400 km de fossés et canaux et 160 km de rivières wateringues).  
L'eau qui circule dans la cuvette de Clairmarais a plusieurs sources :
- eaux pluviales et de ruissellement ;
- eaux de drainage ;
- apports d’eau de la conserverie Bonduelle, via le Schoubrouck ;
- résurgences de la nappe de la craie ou des sables situées sous la forêt domaniale de Rihoult-Clairmarais.

## Patrimoine naturel et culturel

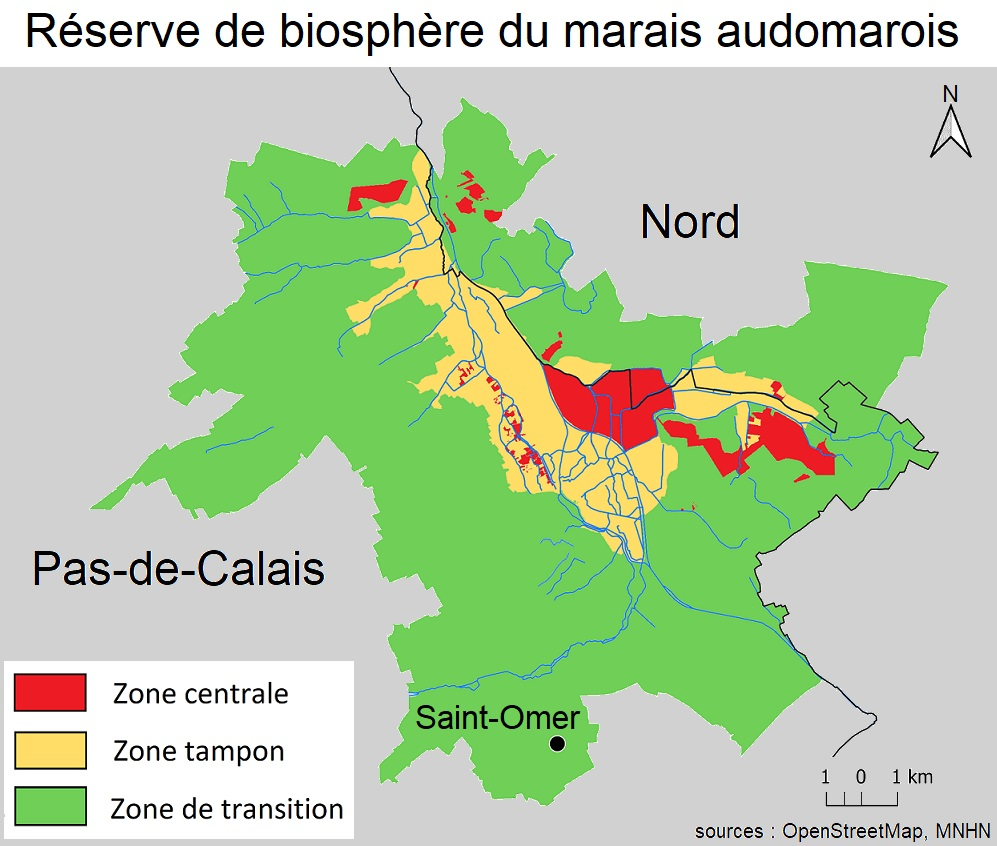
Carte du zonage de la réserve de biosphère du marais audomarois

Le marais est une des deux zones humides d'importance nationale ou internationale retenues par la France dans la région Nord-Pas-de-Calais (l'autre étant la zone Scarpe-Escaut.
Il est classé au titre de la Convention de Ramsar (3 726 hectares), et fait partie de la trame verte régionale et de la trame verte et bleue française. Il est aussi inclus dans le réseau Natura 2000 (ZPS, ZSC) et c'est un des éléments majeurs du parc naturel régional.

Sa gestion est cependant rendue complexe à cause d'un parcellaire très éclaté : propriété privée à 90 %, avec quelques parcelles appartenant aux conseils généraux du Nord et du Pas-de-Calais, aux communes ou à la communauté d'agglomération de Saint-Omer, au PNR et peut-être  bientôt au Conservatoire du littoral. Il inclut une zone classée en réserve naturelle.
Sa richesse écologique est élevée, avec notamment une centaine de plantes peu communes à exceptionnelles pour le Nord-Pas-de-Calais dont plus de 25 espèces protégées et plus d’une soixantaine de communautés végétales, dont certaines très rares et menacées. Elle est liée à l'eau, à la variété des contextes géologiques et géomorphologiques, ainsi qu'à la diversité des habitats dont une grande partie ont été entretenus par des pratiques agricoles traditionnelles ;

De nombreuses phytocoenoses dont des bois tourbeux (Alnion et Salicion), des mégaphorbiaies (Valériano-Filipendutelum), des roselières et des cariçaies (Phragmiti-Caricetea elatae) et des fossés à stratoïtes abritent une riche faune.
En 2013, le marais obtient la reconnaissance réserve de biosphère du Programme sur l'homme et la biosphère (MAB) de l'UNESCO, en complément de la réserve naturelle nationale et du classement en site Ramsar, sous l'impulsion du parc naturel régional des Caps et Marais d'Opale  qui abrite le marais. Depuis 2015, la réserve organise les trophées de la réserve valorisant les actions d'entreprises, écoles, collectivités, associations, et de particuliers en faveur du développement durable. 

## Biodiversité

### Faune
En 2005, il a été inventorié dans le marais  :
- 200 espèces d'oiseaux ;
- 13 espèces de chiroptères vivent dans le marais ou viennent s'y nourrir et on y observe l'espèce la plus rare de France (Vespertilion des marais, dont en période de reproduction[11] ;
- 26 espèces de poissons ont été inventoriés dans le marais ;
- 86 espèces d'araignées et d’opilions (M.Emerit, JC.Ledoux) ;
- 18 espèces d'odonates en 2000 (V. Cohez, E. Fernandez) (pour un total de 25 identifiés dans la cuvette), soit 99 % des espèces françaises ;
- 98 espèces de coléoptères (D. Menet, 1996 et F.Soldati, 2000) ;
- 8 espèces d'orthoptères inventoriées (C. Le Morel, 1898, K. Desfrenne , 1999) ;
- 90 espèces de lépidoptères (K. Saul, 1991, H. Desremeaux, 1996, Demerges, 2000) ;
- 23 espèces d'homoptères (D. Giustina, 1996) ;

### Flore

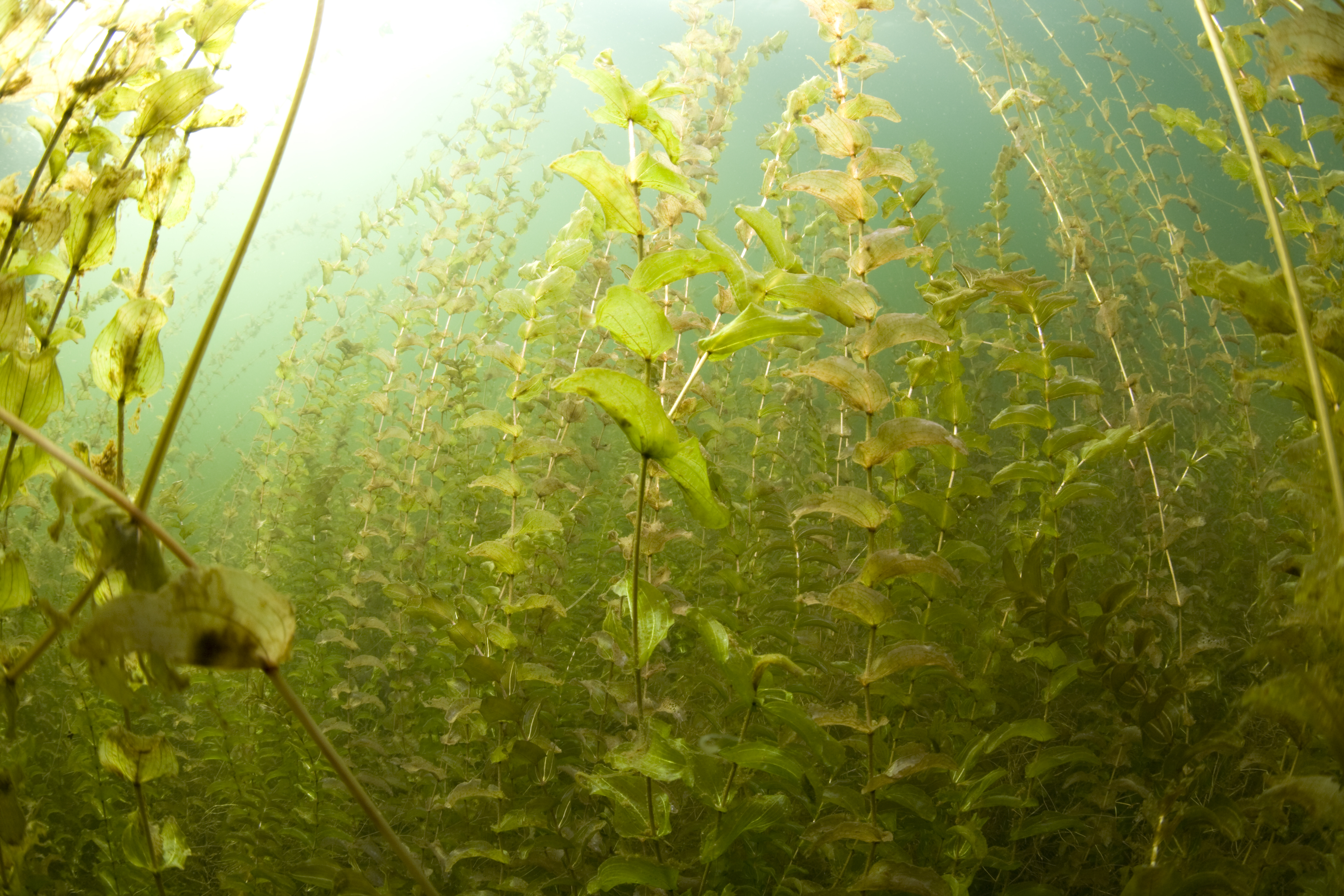
Le Potamot perfolié (Potamot perfolié), l'une des espèces en forte régression du marais audomarois, jugée au bord de l'extinction dans ce marais fin 2018 par le CBNBL

Près de 300 variétés de plantes, dont 249 espèces de plantes supérieures ont été identifiées rien que dans la réserve naturelle régionale devenue réserve nationale. 33 % sont d'intérêt patrimonial (20 espèces protégées, une est exceptionnelle, 2 sont très rares, 9 espèces sont rares, 11 espèces assez rares et 2 espèces peu communes dans la région). 
Et d'autres espèces remarquables et patrimoniales sont présentes dans le reste du marais (surtout dans les prairies humides extensivement pâturées). 10 % des plantes sont d’intérêt patrimonial majeur (espèces protégées, exceptionnelles à rares en région) cependant, comme dans la plupart des zones humides, ce patrimoine se dégrade rapidement :

Concernant les plantes aquatiques, en 2003 et 2013 deux études ont été conduites par le CBNBL. La première a compté 46 plantes aquatiques vasculaires (1/3 de la flore aquatique française) et 10 ans plus tard, la seconde montrait que 6 espèces avaient disparu (dont l'Oenanthe fluviatile (Oenanthe fluviatilis) et le Potamot des Alpes). En 2018 la régression se confirme, même dans les zones des mieux préservées (le Lansberghe et le Narstroom) avec la disparition de deux autres plantes aquatiques : le Potamot nageant (Potamogeton natans) et le Potamot dense (Groenlandia densa) et beaucoup d'autres espèces ont vu leurs effectifs diminuer (ex : Potamot luisant (Potamogeton lucens) et le Potamot perfolié qui frôle l’extinction dans le marais. La Pesse d'eau (Hippuris vulgaris), voire sont en augmentation comme l’Utriculaire commune (Utricularia vulgaris). Les zones identifiées comme pauvres en diversité floristique subaquatique en 2003 et 2013 ne montrent aucun signe de restauration. En 2019, le CBNBL cherchera si ces régressions peuvent être expliquées par une dégradation physico-chimique de l’eau et évaluera la biodiversité des watergangs du marais.

### Champignons
En 1996, l'inventaire des champignons atteignait 91 espèces (dans le marais), dont  une espèce nouvelle pour la région (Godronia ribis), 5 espèces nouvelles pour le département et 14 inscrites sur la liste Rouge Régionale.

### Bryophytes et lichens
Près de 20 lichens et 13 espèces de mousses ont été inventoriés dans le marais.

## Valeur patrimoniale
Le marais audomarois est un des éléments du patrimoine naturel remarquable de la région Nord-Pas-de-Calais. Le Conseil international de coordination du programme de l'UNESCO sur l'Homme et la biosphère (MAB, pour Man and the Biosphere), réuni à Paris du 27 au 30 mai 2013, a décidé d'intégrer le marais audomarois au réseau mondial des réserves de biosphère.
La Réserve naturelle nationale des étangs du Romelaëre, à côté de Clairmarais, est aménagée pour tous (personnes à mobilité réduite et malvoyants) à des fins d'observation le long d'un chemin de 5 kilomètres. On peut ainsi y observer des nénuphars blancs et des nénuphars jaunes au printemps et en été, le blongios nain (5 % de la population nationale nicheuse y est répertoriée), ou le héron cendré qui a fondé une colonie stable à proximité depuis plus de 15 ans, alors qu'il avait presque disparu dans les années 1960, avant qu'il ne soit protégé.
La flore est également riche avec un tiers de la flore aquatique et des zones humides de France répertoriée sur le site.
Le marais abritait jusque dans les années 1970-1980 une importante population d'anguille d'Europe, espèce aujourd'hui menacée, et classée comme telle par la liste rouge de l'UICN. Les SAGEs (Aa et Aa-aval) et le SDAGE doivent contribuer à restaurer une bonne qualité écologique des milieux avant 2015.
Il joue aussi un rôle de zone tampon, voire de zone d'expansion de crue dans le bassin versant de l'Aa, voire de la Lys auquel il est connecté via le canal de Neufossé creusé de main d'homme il y a environ 1 000 ans.

### Patrimoine culturel

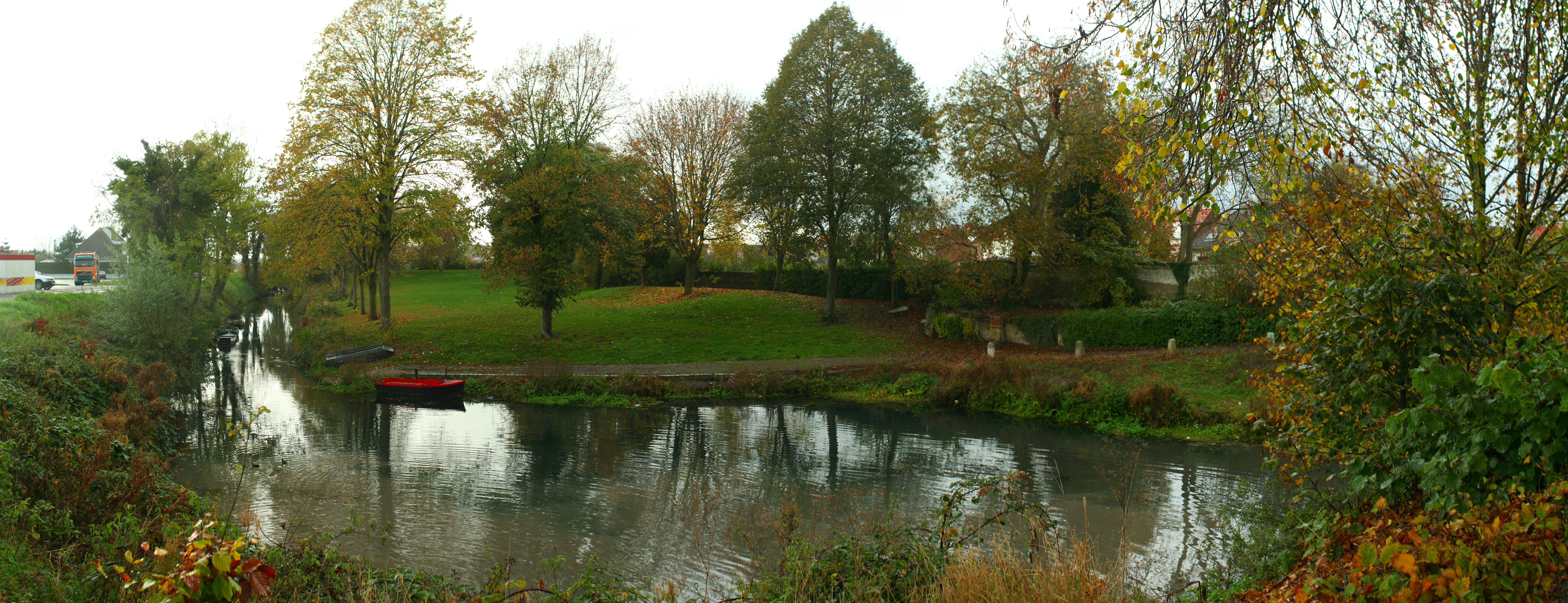
Le Port au lait battu, à Saint-Omer.

La toponymie est en partie d'origine flamande, notamment sur la rive droite de l'Aa (Haute Meldyck) dans les faubourgs du Haut-Pont et de Lysel à Saint-Omer : canaux du Grand Zelkewaert, Hongarwaert, Ketestrom, Le Westbrouck, Grande Meer, ou Tenemere. Ainsi "waert" signifie canal, "brouck" marécage, "meer" marais, et "strom" courant. Ailleurs, l'usage des toponymes d'origine française montre une mise en valeur plus récente : l'Ile Flottante (faubourg de Lysel), La Maladerie, La Canarderie, La Redoute, ou La Tourberie.
Les habitations traditionnelles, de style flamand, sont construites en brique et couvertes de tuiles ou pannes flamandes, une grange en planches complétant souvent l'habitation principale. Des vestiges de moulins, des portes d'eau, et des bornes fontaines complètent le système de canaux et de fossés qui ont permis l'aménagement du marais.
Les fêtes traditionnelles sont liées à l'eau, dont le cortège nautique du Haut-Pont à Saint-Omer le dernier dimanche de juillet. Un pèlerinage en bateau avait lieu le 15 août auprès d'une statue de la Vierge au croisement du Grand Large et de la rivière d'Ecou à Tilques.

### Pressions, menaces
L'abandon de certaines formes traditionnelles d'agriculture, l'eutrophisation, le saturnisme aviaire dû à la pollution par le plomb de chasse (interdit depuis 2005 en France quand on tire vers les zones humides), l'apparition ou la persistance d'espèces invasives (Jussie des marais en particulier), la périurbanisation voire des pollutions urbaines ou industrielles épisodiques continuent à menacer le marais, malgré divers dispositifs de protection et d'éducation à l'environnement et au développement durable. La commune de Clairmarais dispose d'un égout sous vide, de manière que celui-ci ne puisse pas, par des fuites, polluer le marais ; cependant, lors des grandes inondations, la cuvette de Clairmarais est le réceptacle de nombreux déchets flottants et polluants apportés par l'eau des bassins de l'Aa ou de la Lys.
Outre les forces de garderie (ONCFS, ONEMA, Gendarmerie...) dans le marais, un garde champêtre (assermenté et agréé) a été mis en place par la CASO, le 1er décembre 2009 dans le marais.
Chasse et pêche : Au début des années 2000, la chasse (au gibier d'eau) concernait surtout une dizaine d’étangs (53 % des étangs du marais) avec plus de 600 journées-homme par an. (Boileau, 1996). Les prises déclarées (via les tableaux de chasse) varient selon les étangs, avec en moyenne 400 oiseaux tués par tableau de chasse. 
La pêche est pratiquée sur les berges, en barque ou sur des pontons. L'association de pêche locale « La concorde » regroupait presque 8 000 adhérents, habitant pour moitié Saint-Omer. La Réserve du Romelaëre, n'est ouverte à la pêche qu'à certaines conditions (de mi-mai à mi-décembre), avec 2 000 à 4 000 journées pêcheurs par an dans la réserve au début des années 2000. Les étangs privés sont souvent pêchés ou chassés, avec une gestion au cas par cas par les propriétaires. Beaucoup de berges, parfois dégradées par le rat musqué (espèce introduite et devenue envahissante) sont renforcées, parfois très artificialisées au détriment de la biodiversité et de la naturalité des berges.

#### Filmographie
- Le Brouck de Colette Piault[16], 1972, France, 45 minutes, format 16 mm.
- Retour au Brouck, le marais audomarois, 40 ans plus tard[17] de Colette Piault, 2010, France, 52 minutes, format HDV.
- Saint-Omer entre ville et marais[18] de Martin Peterolff, 2011, France, 52 minutes, format HDV.

#### Bases de données et dictionnaires
- Ressources relatives à la géographie :   - European Nature Information System
  - Inventaire national du patrimoine naturel (espaces protégés)
  - Natura 2000
  - Réserves de biosphère
  - Service d'information sur les Sites Ramsar
  - World Database on Protected Areas